# 克里夫顿·威廉姆斯
克里夫顿·C·C·威廉姆斯（Clifton 'C.C.' Williams，1932年9月26日—1967年10月5日），前美國海軍陸戰隊少校及美国国家航空航天局宇航员。